# 김성훈 (1977년)
김성훈(金星勳, 1977년 9월 23일, 경상남도 양산시 물금읍 ~ )은 대한민국의 제10대 경상남도의원이다.

## 학력
- 1984.03 ~ 1990.02 범어국민학교 졸업
- 1990.03 ~ 1993.02 양산중학교 졸업
- 1993.03 ~ 1996.02 양산고등학교 졸업
- 1996.03 ~ 2000.02 동아대학교 법학부 학사 졸업

### 비학위 수료
- 2004 ~ 2007 경희대학교 대학원 행정법 석사 과정 수료
- 2014 ~ 2016 연세대학교 행정대학원 정치학 석사 졸업
- 2017 ~ 성균관대학교 대학원 무역학과 박사 과정 재학

## 경력
- 육군병장 만기 전역 (강원도 철원 15보병 사단)
- 양산고등학교 52회 학생회장
- 양산중학교 43회 학생회 대대장
- 범어초등학교 44회 전교 어린이 회장
- 연세대학교 행정대학원 91대 총학생회 수석부회장
- 2006.07 캐나다 University of British Columbia 해외연수
- 2007.06 ~ 2007.08 열린우리당 지방자치연구위원
- 2008.01 ~ 2008.03 대통합민주신당 지방자치연구위원
- 경희대학교 일반대학원 행정실 조교
- 경희대학교 경희법학연구소 보조연구원
- 국회의원 박명광 계약직 인턴
- 국회의원 안효대 계약직 인턴
- 국회의원 김양수 계약직 인턴
- 국회의원 김양수 7급 비서
- 국회의원 허범도 7급 비서
- 국회의원 이재선 7급 비서
- 국회의원 윤석용 6급 비서
- 국회 권오을 사무총장실 전문계약직 공무원
- 국회 윤원중 사무총장실 전문계약직 공무원
- 국회의원 김한표 5급 비서관
- 2014.03 ~ 2014.06 새누리당 지방자치연구위원
- 2014.06 ~ 2015.03 국회 이자스민 의원실 4급 보좌관
- 2014.06 ~ 국민생활체육 서울특별시 합기도 연합회 자문위원
- 2015 양산고등학교 장학후원회
- 2015 동아대학교 양산동문회
- 2015 국제로타리 3720지구 양산중앙로타리클럽 회원
- 2015 양산시 통합체육회 이사
- 2015.03 ~ 대한사회복지개발원 복지정책 실장
- 2015.03 ~ 인제대학교 국제개발협력연구원 수석연구원
- 2015.04 ~ 한국사회복지사협회 사회복지인권위원회 특별위원단 단장
- 2015.04 ~ 동아대학교 정책연구소 특별연구원
- 2015.07 ~ 부산외국어대학교 다문화연구소 겸임연구원
- 2015.07 ~ CDRI 기업분쟁연구소 수석연구위원
- 2015.07 ~ CDRI 기업분쟁연구소 조정심의위원장
- 2015.09 ~ 동아시아청년연맹 이사
- 2015.10 ~ 양산시 물금읍 문화체육회 이사
- 2015.11 ~ 동아대학교 동아시아연구원 특별연구원
- 2015.11 ~ 국회 입법정책연구회 선임연구원
- 2015.12 ~ 신라대학교 녹색융합기술센터 위촉연구원
- 2016.08.24 더불어민주당 입당
- 2016.11 ~ 더불어민주당 경남도당 양산시 갑 지역위원회 청년위원장
- 2016.11 ~ 더불어민주당 경남도당 양산시 갑 지역위원회 대변인
- 2016.11 ~ 더불어민주당 경남도당 청년위원회 대변인
- 2017.02 양산발전연구원 수석연구원
- 2017.03 ~ 노무현재단 양산지회 운영위원
- 2017.04 더불어민주당 경남도당 국민주권선거대책위원회 대변인
- 2017.04 ~ 2018.06 제10대 경상남도의회 의원
- 2017.04 ~ 2018.06 제10대 경남상도의회 후반기 문화복지위원회 위원
- 2017.04 더불어민주당 제19대 대통령 후보 문재인 조직특보
- 2017.06 ~ 2018.06 제10대 경상남도의회 경상남도교육청 예산결산특별위원회 위원
- 2017.06 제28회 경상남도 생활체육대축전 준비위원회 위원
- 2017.06 ~ 2018.06 제10대 경상남도의회 옥외광고심의위원회 위원
- 2022.11.15 부산외국어대학교 특임 교수 위촉

## 수상
- 1989 김동주 국회의원 표창
- 2015 나동연 양산시장 감사패
- 2017 더불어민주당 추미애 대표 표창

## 역대 선거 결과
| 실시년도 | 선거        | 대수 | 직책   | 선거구                | 정당         | 득표수   | 득표율          | 순위 | 당락 | 비고           |
| -------- | ----------- | ---- | ------ | --------------------- | ------------ | -------- | --------------- | ---- | ---- | -------------- |
| 2017년   | 4·12 재보선 | 10대 | 도의원 | 경남 양산시 제1선거구 | 더불어민주당 | 9,360 표 | \| \| 46.16% \| | 1위  |      | 초선, 민선 6기 |
|          | 46.16%      |      |        |                       |              |          |                 |      |      |                |